# Xian de Zongyang
Le xian de Zongyang (枞阳县 ; pinyin : Zōngyáng Xiàn) est un district administratif de la province de l'Anhui en Chine. Il est placé sous la juridiction de la ville-préfecture d'Anqing.

## Démographie
La population du district était de 946 032 habitants en 1999.